# 木村庄之助 (26代)
26代 木村 庄之助（にじゅうろくだい きむら しょうのすけ、1912年1月2日 - 1984年3月27日）は、大相撲の立行司の一人。本名は浅井 正（あさい ただし）。木村庄之助としての在位期間は1973年1月～1976年11月。井筒部屋→君ヶ濱部屋所属。

## 人物
愛知県幡豆郡豊坂村須美（現在の額田郡幸田町須美）出身。
21代木村庄之助の弟子で、1919年5月式守正の名で初土俵。その後、式守邦雄を経て5代式守与之吉から6代式守勘太夫を襲名。1966年9月に立行司に昇格、22代式守伊之助襲名。1973年1月26代木村庄之助襲名。 1976年11月停年退職。伊之助を38場所、庄之助を24場所、計62場所立行司を務めた。立行司在位数は停年制実施後27代庄之助の102場所に次いで第2位である。
立行司としては、大鵬と北の湖の両横綱を捌いた唯一の行司であった。
22代伊之助時代の1969年（昭和44年）3月場所2日目に、前頭筆頭戸田（後の羽黒岩）－横綱大鵬戦を裁いた。戸田が大鵬を押し出したが、その前に戸田の足が土俵を割っていたとして大鵬に軍配を挙げた。しかし物言いがつき、協議の結果（春日野審判長を除く4人の勝負審判全員が戸田有利とした）、行司差違えで戸田の勝ちとなった。当時45連勝中の大鵬の連勝はこれでストップした。
翌日、新聞各紙の写真で、戸田の足が大鵬よりも先に出ていることが確認され、大鵬の連勝がストップしたことから「世紀の大誤審」として問題になった。この勝負が契機となり、相撲協会では勝負判定の際、ビデオ（NHK撮影のもの）を参考にすることになった。
同じく伊之助時代の1972年（昭和47年）3月場所7日目、横綱北の富士－前頭筆頭貴ノ花戦、12日目の大関大麒麟－関脇長谷川戦の二番において差し違えた。二番とも取り直しの方が妥当と思えるような相撲だったが、13日目の朝相撲協会にさっさと辞表を提出、場所前25代木村庄之助が廃業したこともあり、当時立行司不在の場所は前例がないため、慌てた協会は「辞めることはない」と1日の謹慎処分とし、14日目から再出場した。
現役最後の一番は1976年（昭和51年）11月場所千秋楽、北の湖－輪島の横綱相星決戦。
明治生まれ最後の相撲協会員でもあり、26代木村庄之助の停年で明治生まれの相撲協会員は1人もいなくなった。
停年後まもなく、第27回NHK紅白歌合戦にて、村田英雄の「男の土俵」という曲の間奏部分に登場し、村田に勝ち名乗りを上げた。また同じく停年後、NHKテレビの「お達者くらぶ」という番組にゲスト出演し、生涯で最も印象に残っている一番として、大鵬-戸田の取組を上げ、「戸田の足が出ていることが確認できたので、自信を持って横綱に軍配を上げた」と語っている。この番組では、当時の取組のビデオフィルムも公開され、この取組が誤審であることが改めて確認された。
1976年、幸田町の名誉町民第1号として表彰された。停年後、週刊誌の「角界浄化キャンペーン」で元行司の立場から八百長問題を証言した。
弟子に30代式守伊之助、36代木村庄之助がいる。

## その他
- 1975年1月場所初日、東横綱北の湖の土俵入りの先導に現れなかったため、西横綱の輪島の土俵入りを先に行わせた。庄之助は「館内の混雑のため」と説明したが、翌日、花道の奥で談笑していたことが分かり、協会から大目玉を食ってしまった[3]。

## 履歴
- 1919年5月 - 初土俵・式守正
- 1938年1月 - 5代式守与之吉襲名
- 1941年1月 - 十両格に昇格
- 1947年11月 - 幕内格に昇格
- 1958年7月 - 三役格に昇格。6代式守勘太夫襲名
- 1966年9月 - 立行司に昇格。22代式守伊之助襲名
- 1973年1月 - 26代木村庄之助襲名
- 1976年11月 - 停年退職